# Attentat de Gombe du 16 juillet 2015
L'attentat de Gombe du 16 juillet 2015 a lieu pendant l'insurrection de Boko Haram.

## Déroulement
Le 16 juillet 2015, la ville de Gombe est frappée par deux explosions. La première a lieu devant une boutique de chaussures. La seconde explosion se produit deux minutes plus tard, non loin du premier endroit. De nombreux femmes et enfants figurent parmi les victimes,.

## Bilan humain
Les victimes sont conduites à deux hôpitaux : l'hôpital fédéral et l'hôpital d'État. Sous couvert d'anonymat, un responsable des secours déclare à l'AFP quelques heures après l'attaque que 35 morts et 50 blessés ont été transportés dans le premier hôpital et 14 morts et 21 blessés dans le second. Le bilan total est alors de 49 morts et 71 blessés, mais la source précise que plusieurs blessés étaient alors dans un état critique. L'agence Reuters indique de son côté que le bilan est d'environ 50 morts et 70 blessés selon un responsable de la Croix-Rouge et un représentant de l'Agence nationale chargée des situations d'urgence.